# Hr.Ms. Jan van Brakel (1983)
De Hr.Ms. Jan van Brakel (F825) was een Nederlands s-fregat van de Kortenaerklasse in dienst bij de Koninklijke Marine van 1983 tot 2001. Bij de Griekse marine doet het schip sinds 2002 dienst als HS Kanaris (F464).

## In Nederlandse dienst
Het schip is het tweede schip van de Koninklijke Marine dat vernoemd is naar de 17e-eeuwse Nederlandse vlootvoogd Jan van Brakel. De Jan van Brakel werd naar de uit dienst name net als de meeste fregatten van de Kortenaerklasse verkocht aan Griekenland.

## In Griekse dienst
Bij de Griekse marine het schip is vernoemd naar de 19e-eeuwse Griekse admiraal en staatsman Konstantinos Kanaris. Het schip is het vijfde schip dat bij de Griekse marine vaart onder de naam Kanaris (Φ/Γ Κανάρης).
Voor de overdracht van de Jan van Brakel aan de Griekse marine is de Goalkeeper verwijderd.

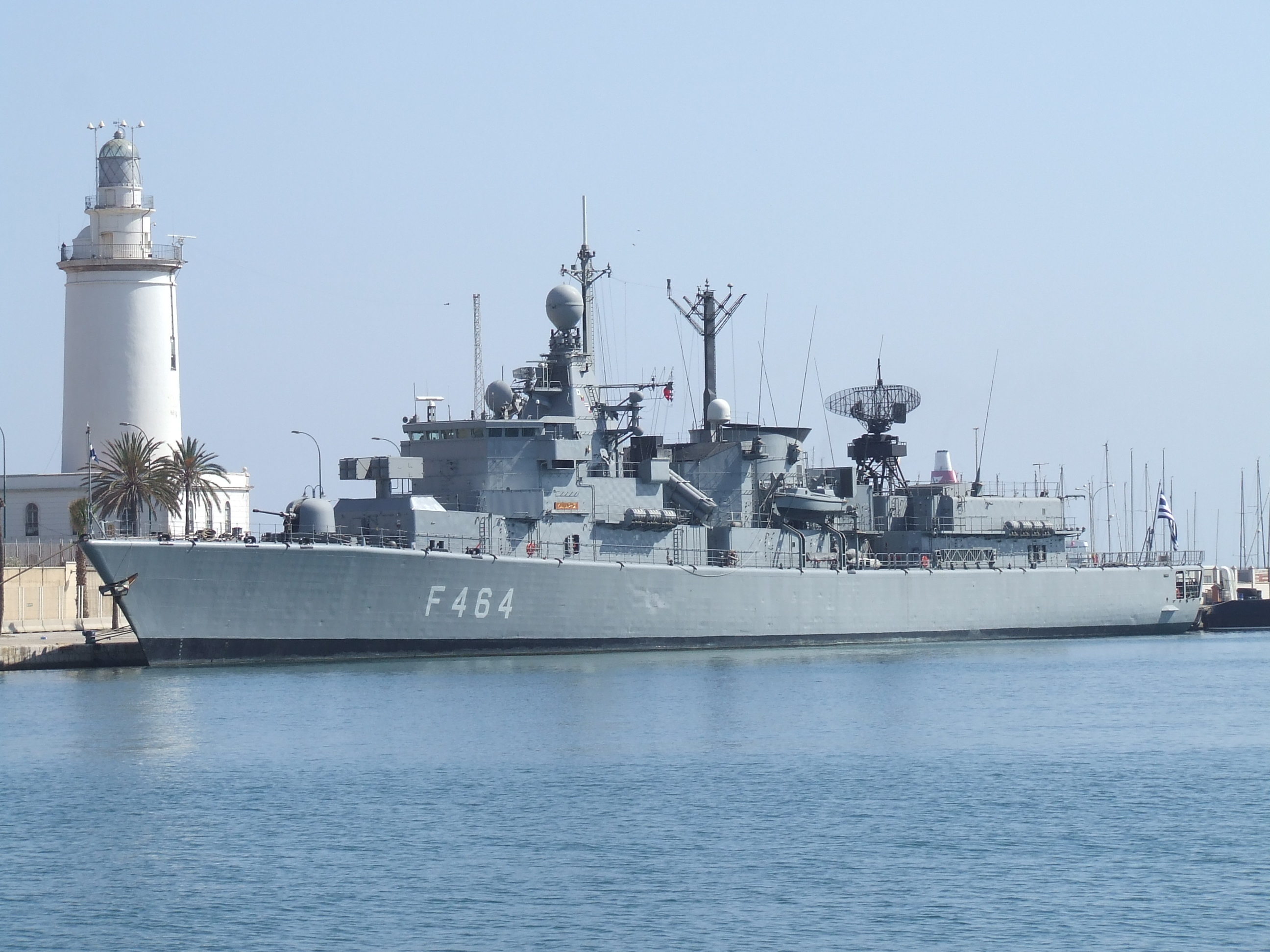
Grieks fregat HS Kanaris in Malaga.
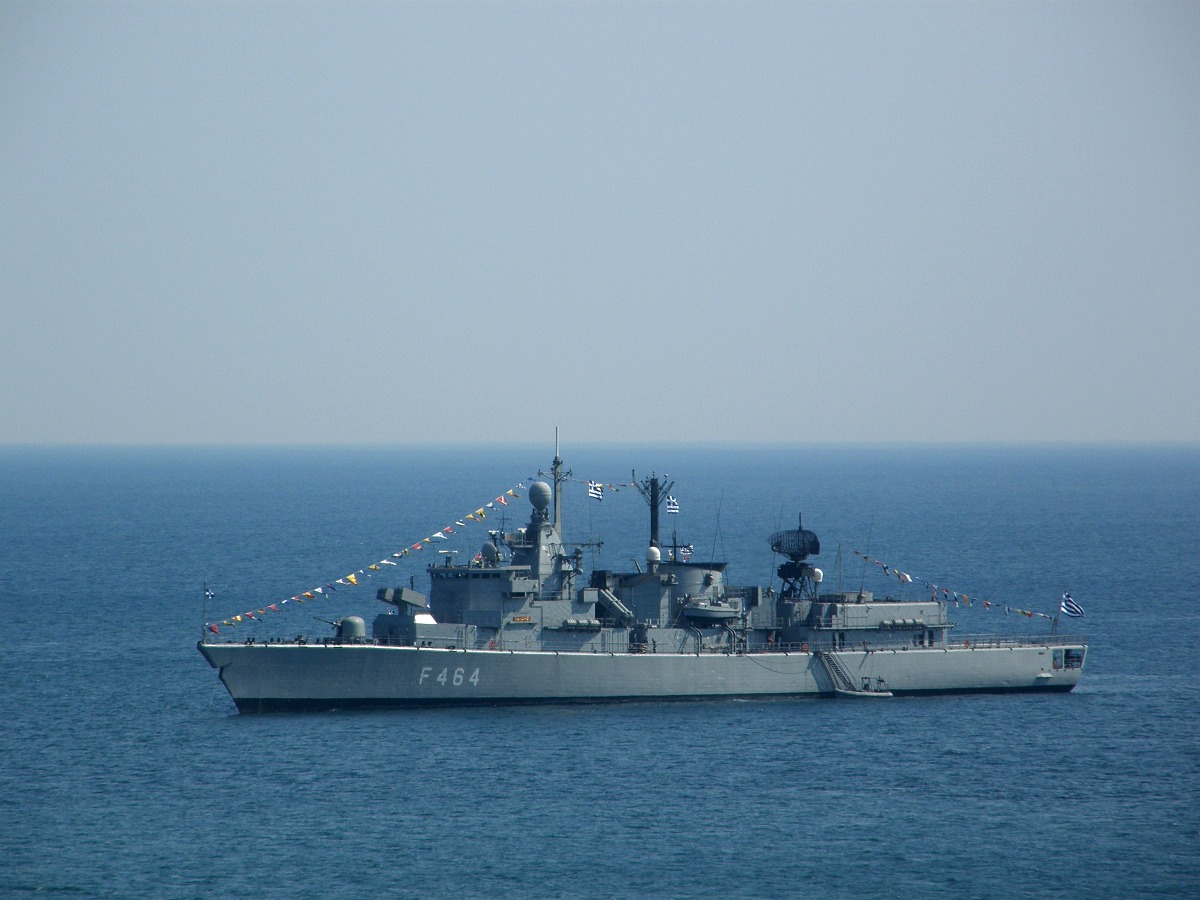
Grieks fregat HS Kanaris in Phalerum.